# 神戶Luminarie

logo

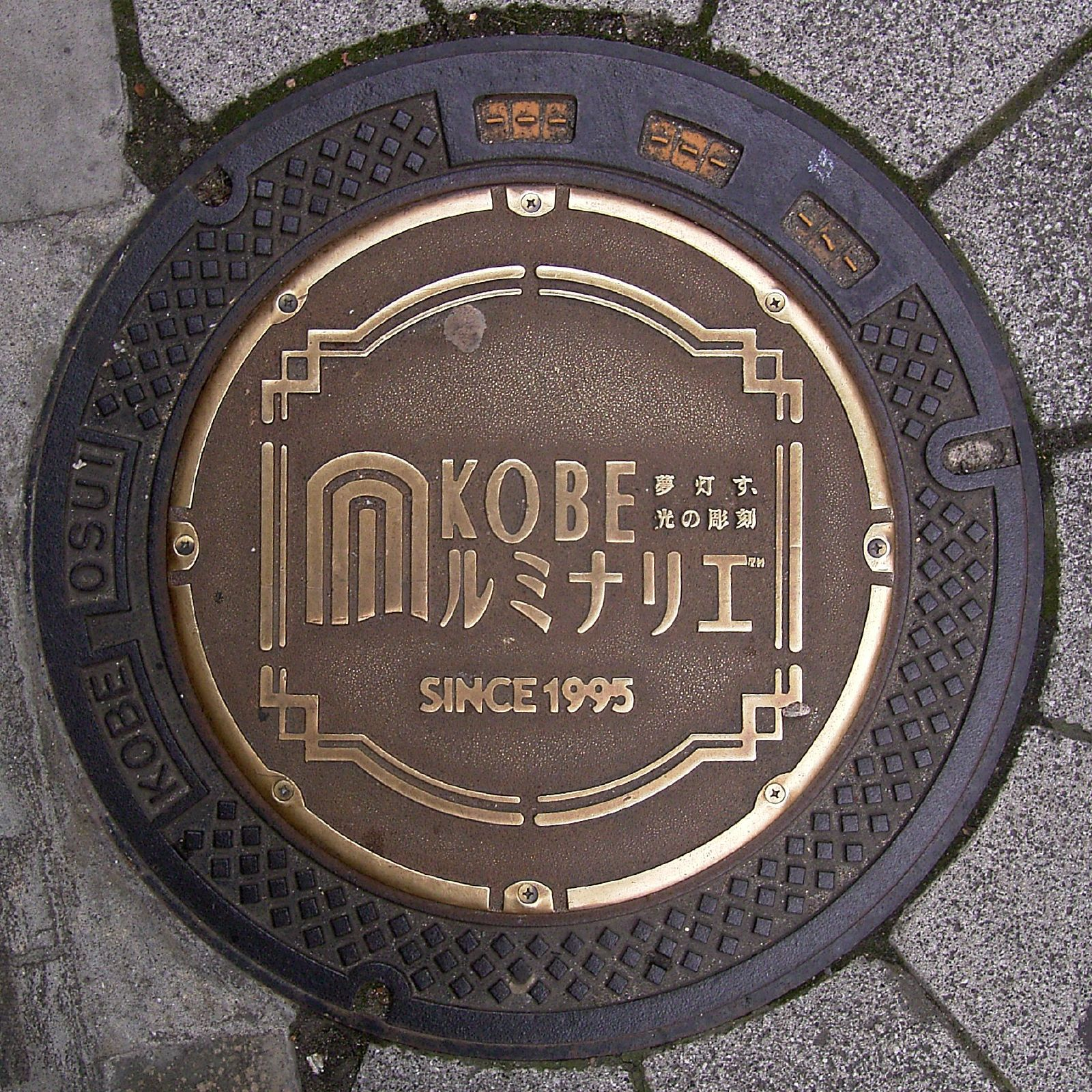
神戶Luminarie的紀念渠蓋

神戶Luminarie（神戸ルミナリエ，Kobe Luminarie）是日本兵庫縣神戶市自1995年1月17日阪神大地震後，於每年12月所舉行的祭典，舉辦目的是對阪神震災罹難者的追悼及城市復興的祈福，並且希望能藉由此活動喚回神戶的觀光客。主要的會場座落於中央區的舊居留地一帶，另外在東遊園地、新神戶站、異人館及神戶臨海樂園（神戸ハーバーランド）等地也有展示。
神戶Luminarie的特色是利用數以萬計的燈泡照明藝術構築出華麗連綿的光之迴廊，此景觀是由今岡寬和及義大利人 Valerio Festi所共同設計的作品。由於神戶Luminarie的成功，兩人於1999年起亦在東京的丸之內設計了稱為東京 Millenario 的光之祭典，作為新年的慶祝活動。

## 外部連結
- 神戶Luminarie官方網站 （页面存档备份，存于）